# Јасмин Мухаремовић
Јасмин Мухаремовић (Тешањ, 22. фебруар 1965) је југословенски и босанскохерцеговачки певач народне музике.

## Музичка каријера
Јасмин Мухаремовић започиње музичку каријеру 1983. године. Исте године се преселио у Пожаревац и упознаје композитора Новицу Урошевића са којим почиње сарадњу. Постиже запажен успех крајем осамдесетих година са хитовима „Ја сам тај“, „Освајач“, „Нећу да ти бришем сузе“, „Маче моје лажљиво“ и други. Током рата у Босни и Херцеговини, 1994. године сели се у Беч, где има стан. Ожењен је и има два сина. Његов рођени брат близанац је познати певач Есад Плави.

## Дискографија
- Ја сам тај (1987. Дискос) — композитор: Новица Урошевић
- Први момак (1988. Дискос) — композитор: Новица Урошевић
- Освајач (1989. Дискос) — композитор: Новица Урошевић
- Боље љубав, него рат (1991. Дискос) — композитор: Новица Урошевић
- Све ме боли (1994)
- Црна жено (1995)
- Вјерност и невјерство (1998) — композитор: Новица Урошевић
- Гинем, гинем (1999)
- Нешто немогуће (2001)
- Јасмина (2003)
- Жилет (2005)
- Убаци ме у машину (2007)
- Љубав мала, брига велика (2010)